# 24 Heures du Mans 1968
Navigation
Édition précédente Édition suivante
Les 24 Heures du Mans 1968 sont la 36e édition de l'épreuve et se déroulent les 28 et 29 septembre 1968 sur le circuit de la Sarthe. Cette course constitue la dixième et dernière manche du Championnat du monde des voitures de sport 1968 (WSC - World Sportscar Championship).
La course était initialement prévue les 15 et 16 juin mais les événements de mai l'ont repoussée au dernier week-end de septembre. De ce fait, la durée de course disputée de nuit est augmentée de quatre heures environ.

## Nombre de pilotes qualifiés pour la course
Ce sont 109 pilotes qui prennent part à la course lors de cette édition 1968.
| 42 Français | 20 Britanniques | 9 Italiens    | 8 Américains | 8 Belges     |
| 8 Suisses   | 6 Allemands     | 2 Australiens | 2 Suédois    | 1 Autrichien |
| 1 Espagnol  | 1 Mexicain      | 1 Néerlandais |              |              |

## Classement final de la course

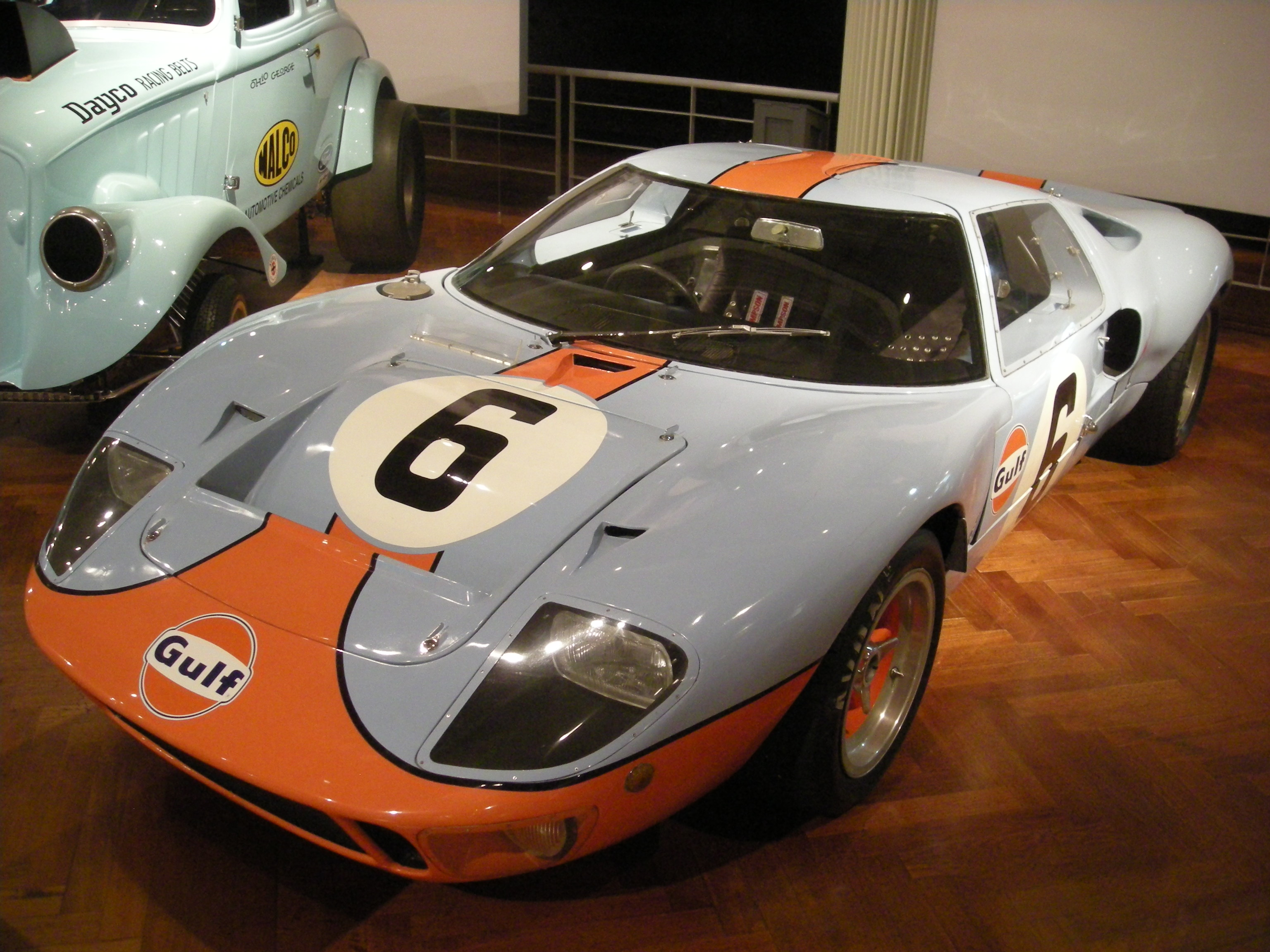
La Ford GT40 Mk.I, victorieuse des éditions 1968-1969 – même châssis #1075 (exposée ici au musée Henry Ford et arborant le no 6 de l'édition 1969).

| Pos.  | Catégorie | no | Écurie                            | Pilotes                                           | Châssis                      | Moteur                   | Pneus | Tours |
| ----- | --------- | -- | --------------------------------- | ------------------------------------------------- | ---------------------------- | ------------------------ | ----- | ----- |
| 1     | S 5.0     | 9  | John Wyer Automotive Engineering  | Pedro Rodríguez Lucien Bianchi                    | Ford GT40 Mk.I               | Ford 4.9L V8             | F     | 331   |
| 2     | P 3.0     | 66 | Squadra Tartaruga                 | Rico Steinemann Dieter Spoerry (pl)               | Porsche 907L                 | Porsche 2.2L Flat-8      | D     | 326   |
| 3     | P 3.0     | 33 | Porsche System Engineering        | Jochen Neerpasch Rolf Stommelen                   | Porsche 908                  | Porsche 3.0L Flat-8      | D     | 325   |
| 4     | P 2.0     | 39 | Autodelta SpA                     | Ignazio Giunti Nanni Galli                        | Alfa Romeo T33/2             | Alfa Romeo 2.0L V8       | D     | 322   |
| 5     | P 2.0     | 38 | Autodelta SpA                     | Carlo Facetti Spartaco Dini                       | Alfa Romeo T33/2             | Alfa Romeo 2.0L V8       | D     | 315   |
| 6     | P 2.0     | 40 | Autodelta SpA                     | Mario Casoni Giampiero Biscaldi                   | Alfa Romeo T33/2             | Alfa Romeo 2.0L V8       | D     | 305   |
| 7     | S 5.0     | 21 | David Piper Racing                | David Piper Richard Attwood                       | Ferrari 250LM                | Ferrari 3.3L V12         | G     | 302   |
| 8     | P 3.0     | 30 | Société des Automobiles Alpine    | André de Cortanze Jean Vinatier                   | Alpine A220                  | Renault-Gordini 3.0L V8  | M     | 297   |
| 9     | P 2.0     | 57 | Écurie Savin-Calberson            | Alain Le Guellec Alain Serpaggi                   | Alpine A210                  | Renault-Gordini 1.5L I4  | D     | 289   |
| 10    | P 1.3     | 52 | Société des Automobiles Alpine    | Jean-Luc Thérier Bernard Tramont                  | Alpine A210                  | Renault-Gordini 1.3L I4  | D     | 288   |
| 11    | P 1.3     | 53 | Trophée Le Mans                   | Christian Ethuin Bob Wollek                       | Alpine A210                  | Renault-Gordini 1.3L I4  | D     | 282   |
| 12    | GT 2.0    | 43 | Jean-Pierre Gaban                 | Jean-Pierre Gaban Roger Vanderschrick             | Porsche 911T                 | Porsche 2.0L Flat-6      | D     | 281   |
| 13    | GT 2.0    | 64 | Claude Laurent                    | Claude Laurent Jean-Claude Ogier                  | Porsche 911T                 | Porsche 2.0L Flat-6      | D     | 276   |
| 14    | P 1.3     | 55 | Société des Automobiles Alpine    | Jean-Pierre Nicolas Jean-Claude Andruet           | Alpine A210                  | Renault-Gordini 1.0L I4  | D     | 272   |
| 15    | P 1.3     | 50 | Donald Healey Motor Company       | Roger Enever Alec Poole                           | Austin-Healey Sprite Le Mans | BMC 1.3L I4              | D     | 255   |
| N. c. | P 2.0     | 46 | Ecurie Fiat-Abarth France         | Marcel Martin Jean Mésange                        | Fiat Dino                    | Ferrari 2.0L V6          | D     | 253   |
| N. c. | GT 1.3    | 61 | Ecurie Léopard                    | Joseph Bourdon Maurice Nussbaumer Michel Pouteaux | Alpine A110                  | Renault-Gordini 1.3L I4  | D     | 215   |
| N. c. | GT 1.3    | 51 | Bernard Collomb                   | Bernard Collomb François Lacarreau                | Alpine A110                  | Renault-Gordini 1.3L I4  | D     | 167   |
| Abd.  | P 3.0     | 24 | Équipe Matra Sports               | Johnny Servoz-Gavin Henri Pescarolo               | Matra Simca MS630            | Matra 3.0L V12           | D     | 283   |
| Abd.  | P 3.0     | 27 | Écurie Savin-Calberson            | Mauro Bianchi Patrick Depailler                   | Alpine A220                  | Renault-Gordini 3.0L V8  | M     | 257   |
| Abd.  | P 2.0     | 45 | Jean-Pierre Hanrioud              | Jean-Pierre Hanrioud André Wicky                  | Porsche 910                  | Porsche 2.0L Flat-6      | D     | 248   |
| Abd.  | GT 2.0    | 44 | Auguste Veuillet                  | Guy Chasseuil Claude Ballot-Léna                  | Porsche 911T                 | Porsche 2.0L Flat-6      | D     | 224   |
| Abd.  | S 5.0     | 20 | Scuderia Filipinetti              | Herbert Müller Jonathan Williams                  | Ferrari 250LM                | Ferrari 3.3L V12         | G     | 212   |
| Abd.  | S 5.0     | 14 | North American Racing Team (NART) | Masten Gregory Charlie Kolb                       | Ferrari 250LM                | Ferrari 3.3L V12         | G     | 209   |
| Abd.  | S 2.0     | 42 | Christian Poirot                  | Christian Poirot (de) Pierre Maublanc             | Porsche 906 Carrera 6        | Porsche 2.0L Flat-6      | D     | 202   |
| Abd.  | P 3.0     | 29 | Société des Automobiles Alpine    | Jean Guichet Jean-Pierre Jabouille                | Alpine A220                  | Renault-Gordini 3.0L V8  | M     | 185   |
| Abd.  | GT +2.0   | 4  | Scuderia Filipinetti              | Jean-Michel Giorgi Sylvain Gérant                 | Chevrolet Corvette C3        | Chevrolet 7.0L V8        | G     | 157   |
| Abd.  | P 2.0     | 41 | Autodelta SpA                     | Nino Vaccarella Giancarlo Baghetti                | Alfa Romeo T33/2             | Alfa Romeo 2.0L V8       | D     | 150   |
| Abd.  | P 3.0     | 35 | Alex Soler-Roig Squadra Tartaruga | Alex Soler-Roig Rudi Lins                         | Porsche 907/8                | Porsche 2.2L Flat-8      | D     | 145   |
| Abd.  | S5.0      | 6  | Jackie Epstein                    | Jackie Epstein Edward Nelson                      | Lola T70 Mk.III              | Chevrolet 5.0L V8        | F     | 143   |
| Abd.  | S 5.0     | 12 | Strathaven Limited                | Mike Salmon Eric Liddell                          | Ford GT40 Mk.I               | Ford 4.7L V8             | G     | 131   |
| Abd.  | P 3.0     | 34 | Porsche System Engineering        | Joe Buzzetta Scooter Patrick (de)                 | Porsche 908                  | Porsche 3.0L Flat-8      | D     | 115   |
| Abd.  | P 3.0     | 32 | Porsche System Engineering        | Gerhard Mitter Vic Elford                         | Porsche 908                  | Porsche 3.0L Flat-8      | D     | 111   |
| Abd.  | S 5.0     | 10 | John Wyer Automotive Engineering  | Paul Hawkins David Hobbs                          | Ford GT40 Mk.I               | Ford 4.9L V8             | F     | 107   |
| Abd.  | P 2.0     | 37 | Racing Team VDS                   | Teddy Pilette Rob Slotemaker                      | Alfa Romeo T33/2             | Alfa Romeo 2.0L V8       | D     | 104   |
| Abd.  | P 3.0     | 67 | Philippe Farjon                   | Robert Buchet Herbert Linge                       | Porsche 907/8                | Porsche 2.2L Flat-6      | D     | 102   |
| Abd.  | S 5.0     | 19 | Paul Vestey                       | Paul Vestey Roy Pike                              | Ferrari 250LM                | Ferrari 3.3L V12         | F     | 99    |
| Abd.  | P 3.0     | 22 | Howmet Corporation                | Dick Thompson Ray Heppenstal                      | Howmet TX                    | Continental 3.0L Turbine | G     | 84    |
| Abd.  | GT +2.0   | 17 | Scuderia Filipinetti              | Jacques Rey Claude Haldi                          | Ferrari 275 GTB/C            | Ferrari 3.3L V12         | G     | 78    |
| Abd.  | P 1.3     | 56 | Société des Automobiles Alpine    | Jean-Louis Marnat Jean-Francois Gerbault          | Alpine A210                  | Renault-Gordini 1.0L I4  | D     | 71    |
| Abd.  | P 3.0     | 23 | Howmet Corporation                | Bob Tullius Hugh Dibley                           | Howmet TX                    | Continental 3.0L Turbine | G     | 60    |
| Abd.  | P 3.0     | 28 | Société des Automobiles Alpine    | Henri Grandsire Gérard Larrousse                  | Alpine A220                  | Renault-Gordini 3.0L V8  | M     | 59    |
| Abd.  | P 3.0     | 31 | Porsche System Engineering        | Jo Siffert Hans Herrmann                          | Porsche 908                  | Porsche 3.0L Flat-8      | D     | 59    |
| Abd.  | P 2.0     | 36 | North American Racing Team        | François Chevalier Bernard Lagier de Giuseppe     | Ferrari Dino 206S            | Ferrari 2.0L V6          | G     | 54    |
| Abd.  | GT +2.0   | 3  | Scuderia Filipinetti              | Umberto Maglioli Henri Greder                     | Chevrolet Corvette C3        | Chevrolet 7.0L V8        | G     | 53    |
| Abd.  | S 5.0     | 7  | Sportscars Unlimited              | Ulf Norinder Sten Axelsson                        | Lola T70 Mk.III              | Chevrolet 5.0L V8        | F     | 47    |
| Abd.  | P 2.0     | 49 | Chris J. Lawrence                 | Chris Lawrence John Wingfield                     | Deep Sanderson 302           | Ford 1.6L I4             | D     | 35    |
| Abd.  | GT 2.0    | 60 | Wicky Racing Team                 | Willy Meier Jean de Mortemart                     | Porsche 911T                 | Porsche 2.0L Flat-6      | G     | 30    |
| Abd.  | P 3.0     | 25 | John Woolfe Racing                | John Woolfe (en) Digby Martland                   | Chevron B12                  | Repco 3.0L V8            | G     | 27    |
| Abd.  | P 2.0     | 47 | Donald Healey Motor Company       | Clive Baker Andrew Hedges                         | Healey SR                    | Coventry Climax 2.0L V8  | D     | 20    |
| Abd.  | S 5.0     | 11 | John Wyer Automotive Engineering  | Brian Muir Jackie Oliver                          | Ford GT40 Mk.I               | Ford 4.9L V8             | F     | 15    |
| Abd.  | P 2.0     | 65 | Racing Team VDS                   | Serge Trosch Karl von Wendt                       | Alfa Romeo T33/2             | Alfa Romeo 2.0L V8       | D     | 7     |
| Abd.  | P 1.3     | 54 | André Moynet                      | Max Jean René Ligonnet                            | Moynet XS                    | Simca 1.2L I4            | D     | 6     |
| Abd.  | S 5.0     | 8  | Claude Dubois                     | Willy Mairesse Jean Blaton                        | Ford GT40 Mk.I               | Ford 4.7L V8             | G     | 0     |

Détail :
- La no 46 Fiat Dino, la no 61 Alpine A110 et la no 51 Alpine A110 n'ont pas été classées pour distance parcourue insuffisante (moins de 70 % de la distance parcourue par le 1er de l'épreuve).

Note :
- Dans la colonne Pneus[2] apparaît l'initiale du fournisseur, il suffit de placer le pointeur au-dessus du modèle pour connaître le manufacturier de pneumatiques.

## Pole position et record du tour
- Pole position :  Joseph Siffert (no 31, Porsche 908/8, Porsche System Engineering) en 3 min 35 s 4 (225,109 km/h)
- Meilleur tour en course :  Rolf Stommelen (no 33, Porsche 908/8, Porsche System Engineering) en 3 min 38 s 1 (222,322 km/h) au quarante-huitième tour

## Prix et trophées
- Victoire au classement à l'indice de rendement énergétique :  Société des Automobiles Alpine (no 52, Alpine A210)
- Victoire au classement à l'indice de performance :  Société des Automobiles Alpine (no 55, Alpine A210)

## Heures en tête
| no | Voiture     | Écurie                           | Pilotes                        | Heures      | Total     |
| -- | ----------- | -------------------------------- | ------------------------------ | ----------- | --------- |
| 31 | Porsche 908 | Porsche System Engineering       | Jo Siffert Hans Herrmann       | 1re à 3e    | 3 heures  |
| 9  | Ford GT40   | John Wyer Automotive Engineering | Pedro Rodriguez Lucien Bianchi | 4e 7e à 24e | 19 heures |
| 10 | Ford GT40   | John Wyer Automotive Engineering | Paul Hawkins David Hobbs       | 5e          | 1 heure   |
| 34 | Porsche 908 | Porsche System Engineering       | Joe Buzzetta Scooter Patrick   | 6e          | 1 heure   |

## À noter
- Longueur du circuit : 13,469 km
- Distance parcourue : 4 452,880 km
- Vitesse moyenne : 185,536 km/h
- Écart avec le 2e : 74,160 km
- 300 000 spectateurs